# Hans Munz (Politiker, 1902)

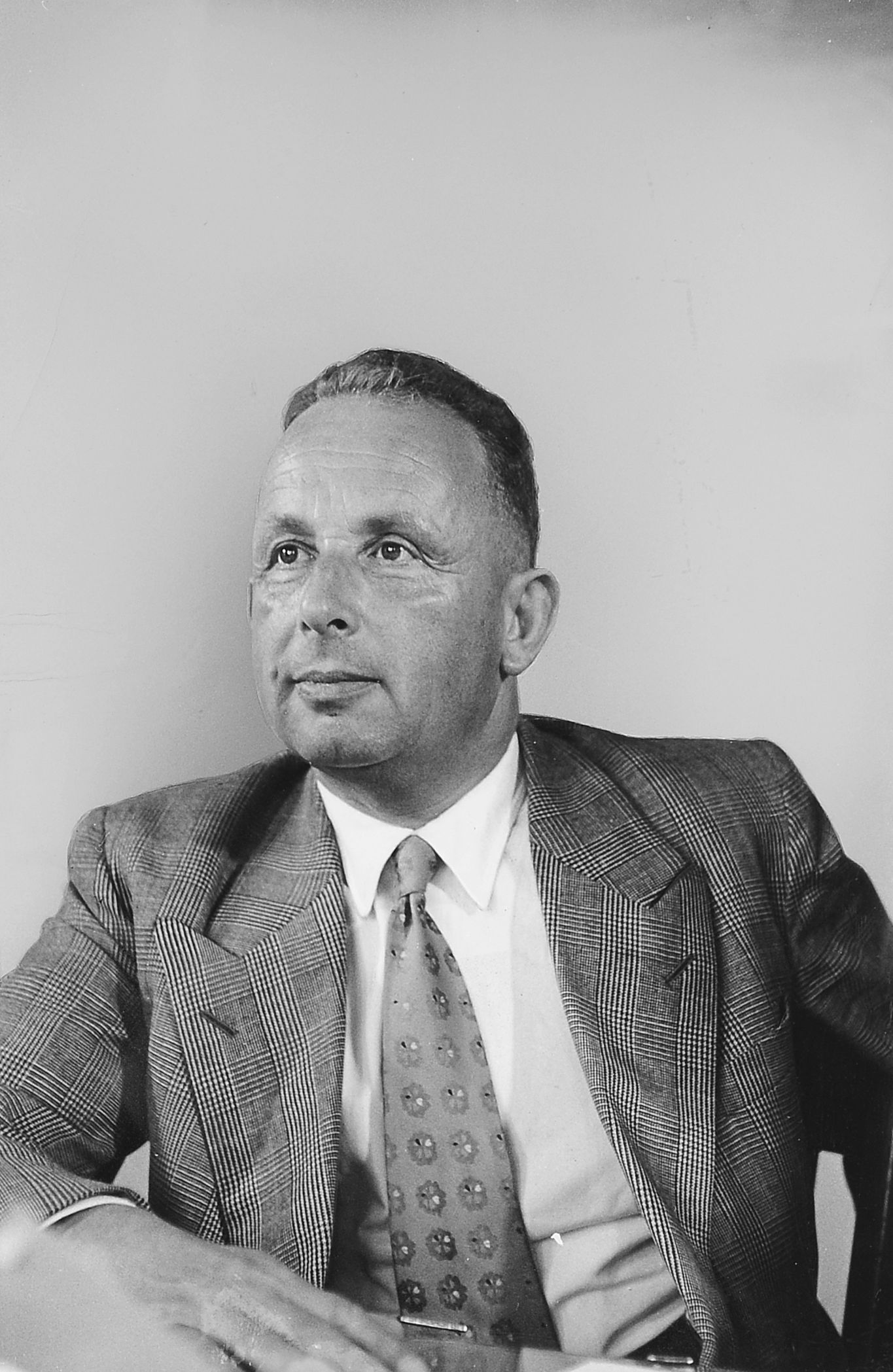
Hans Munz

Hans Munz (* 8. August 1902 in Zürich; † 18. März 1974 in Küsnacht) war ein Schweizer Politiker (LdU).
Hans Munz studierte Sozialökonomie an der Universität Zürich und wurde dort 1929 als Dr. oec. publ. promoviert. Er arbeitete als Lehrer, Wirtschaftsberater und Journalist, bis er 1940 Geschäftsleiter und später Präsident des Migros-Genossenschafts-Bunds wurde.
Von 1943 bis 1963 gehörte er als Vertreter des Landesrings dem Nationalrat an. Er war auch Mitglied der Parlamentarischen Versammlung des Europarats.

## Werke (Auswahl)
- Die Kontokorrent-Bedingungen der Banken unter besonderer Berücksichtigung der schweizerischen Verhältnisse. Buchdruckerei "Gutenberg", Lachen 1930. (Zugl. Diss. Volksw. Univ. Zürich).
- Aufgaben für das schriftliche kaufmännische Rechnen. Verlag des Schweizerischen Kaufmännischen Vereins, Zürich 1933. (3. Aufl., 1941).
- Steuerpolitik in alten Geleisen. Kritische Betrachtungen zur Bundessteuerpolitik im zweiten Weltkrieg. Zürich 1942. (Schriftenreihe des Landesrings der Unabhängigen; 14).
- Die Bewilligungspflicht für die Eröffnung neuer Betriebe – ein Schlag gegen die Kommenden. Zürich 1943. (Schriftenreihe des Landesrings der Unabhängigen; 29).
- Steuerhinterziehung – ein Massenphänomen in der Schweiz.  Zürich 1944. (Schriftenreihe des Landesrings der Unabhängigen; 33).
- Vollwertige Altersversicherung? Kritische Betrachtungen zur bundesrätlichen Vorlage von 1946. Zürich 1946. (Schriftenreihe des Landesrings der Unabhängigen; 40).
- Zahlen die Migros-Genossenschaften und Konsumvereine zu wenig Steuern? Eine Untersuchung über die Steuerbelastung im privaten und genossenschaftlichen Detailhandel. Migros-Genossenschafts-Bund, Zürich 1954. (Schriften des Migros-Genossenschafts-Bundes Zürich).
- 44-Stunden-Woche – Schlüssel zur 5-Tage-Woche. Eine Untersuchung über die wirtschaftlichen, kulturellen und historischen Grundlagen einer weiteren Arbeitszeitverkürzung. Zürich 1955. (Schriftenreihe des Landesrings der Unabhängigen; 48).
- mit Ernst Melliger; Gertrud Staubli: Das Phänomen Migros. Die Geschichte der Migros-Gemeinschaft. Hrsg. von der G. und A. Duttweiler-Stiftung. Verlag Ex Libris, Zürich 1973.